# 노해근린공원
노해근린공원(蘆海近鄰公園, Nohae Neighborhood Park)은 대한민국 서울특별시에 있는 공원 및 스포츠 시설이다. 공원 시설은 1989년에 개원했고, 토사 필드가 갖춰진 경기장은 1995년에 준공되었다. 2023년 10월 16일에 기존 스포츠 시설은 철거하고 청소년 테마 체육공원으로 리모델링 공사가 시작되었다.

## 참고 문헌
- 〈노해근린공원〉. 《대한민국 구석구석》. 한국관광공사.
- 《2023 전국 공공체육시설 현황 (2022년 12월말 기준)》. 대한민국 문화체육관광부. 2024.